# Dasineura lupinorum
Dasineura lupinorum är en tvåvingeart som beskrevs av Gagne 1993. Dasineura lupinorum ingår i släktet Dasineura och familjen gallmyggor.
Artens utbredningsområde är Kalifornien. Inga underarter finns listade i Catalogue of Life.